# 米爾扎·阿斯拉姆·貝格
米爾扎·阿斯拉姆·貝格上將（1931年8月2日—）是一名巴基斯坦陆军军官，从1988年至1991年退休，担任第三任巴基斯坦陆军参谋长。他被任命为陆军参谋长时，他的前任、前巴基斯坦總統齊亞·哈克將軍于1988年8月17日在一次空难中殉職。
貝格的任期见证了貝娜齊爾·布托于1988年11月当选巴基斯坦總理，并在该國恢复了民主和文官政府。他受到有爭議的指控，指控他资助反对巴基斯坦的左翼政黨人民黨的保守和右翼反对派——伊斯兰民主联盟，以及在1990年操縱1990年巴大选。 由于大选的结果，納瓦茲·謝里夫在1990年当选为总理，但当后者建议在海灣戰爭期间支持伊拉克时，他与貝格闹翻了。 1991年8月，貝格被時任巴基斯坦總統吳拉姆·伊沙克·汗撤銷了陸軍參謀長職務，由阿西夫·納瓦茲将军接替。除了他的军事生涯外，貝格还在伊斯兰堡的巴基斯坦國防大學(NDU)短暂担任安全研究教授，并定期在雜誌撰写专栏文章。

## 個人爭議
貝格將軍退休之後引起了爭議：首先，他被指控在齊亞·哈克總統之死中扮演内部角色， 第二，他于2012年被传唤到巴基斯坦最高法院，因为他被指控在1990年举行的大选期间向伊斯兰民主联盟的保守派而不是巴基斯坦人民党政治家发布梅赫蘭銀行的醜聞資金信息。